# Atlantic City (Wyoming)
Atlantic City – jednostka osadnicza w Stanach Zjednoczonych, w stanie Wyoming, w hrabstwie Fremont.